# 程志遠
程 志遠（てい しえん）は、中華民国、満州国の軍人。北京政府、奉天派に属し、後に満州国に参加した。字は銘閣。

## 事績
兵卒として長く軍務につき、40代を過ぎた1921年（民国10年）、東三省陸軍講武堂で学習する。卒業後は奉天派の一員として昇進していき、1926年（民国15年）、騎兵第8団団長となる。翌年、東北第17師第5旅旅長となった。1928年（民国17年）、騎兵第2旅旅長に異動する。1930年（民国19年）、中東鉄路護路哈満副司令となった。満州国建国後の1932年（大同元年）4月、馬占山の離脱を受けて程志遠が後任の黒竜江省省長に就任し、黒竜江省警備司令も兼任している。同年8月、馬占山討伐が一段落したとして省長兼省警備司令を辞任、参議府参議に異動した。
ところが参議に異動してから僅か4か月後の12月9日に、程志遠は早くも辞表を提出している。実は、この辞任の背景には大きな事件があった。12月7日、程志遠は自邸を訪問してきた満州国協和会理事の趙仲仁に対して突然発砲、逃走しようとした趙仲仁に対し、事情を知らずその場を訪れた部下にも程志遠は発砲を命じ、ついに趙仲仁を殺害してしまったのである。程志遠は起訴されたが、精神鑑定により「精神喪失状態」にあったと判断され、不起訴となった。事件の詳細については、1933年（大同2年）5月に報道規制が解除されて明らかとなっている。その際に発せられた司法大臣馮涵清の声明によれば、程志遠は社会から隔離するために精神病院へ収容されたとのことである。その直後には、馬占山の財産27万元のうち12万元を着服したとして満州国監察院長代理の品川主計に摘発された。
その後の消息は不明だが、1934年に新京で病死したとされる。

## 注
1. ↑  徐主編（2007）、1992頁。
2. ↑  劉ほか編（1995）、1193頁。
3. ↑  「黒龍江省長に韓雲階氏 程氏は満州国参事〔ﾏﾏ〕に」『東京朝日新聞』昭和7年（1932年）8月14日夕刊。
4. ↑  「程志遠氏 辞表提出 満州国参議」『読売新聞』1932年12月10日。
5. ↑  「満州国参議の殺人事件不起訴 精神鑑定の結果」『東京朝日新聞』昭和8年（1933年）5月9日。
6. ↑  「韓雲楷〔ﾏﾏ〕（現黒竜江省長）の非行愈々発かる」『神戸新聞』昭和8年（1933年）5月17日。なお着服の共犯としては、当時の省長であった韓雲階（着服額10万元）、チチハル特務機関長の林義秀（着服額5万元）が報じられている。
7. ↑  “程志远” (中国語).   中共黑龙江省委史志研究室. 2024年10月1日閲覧。